# 留萌川

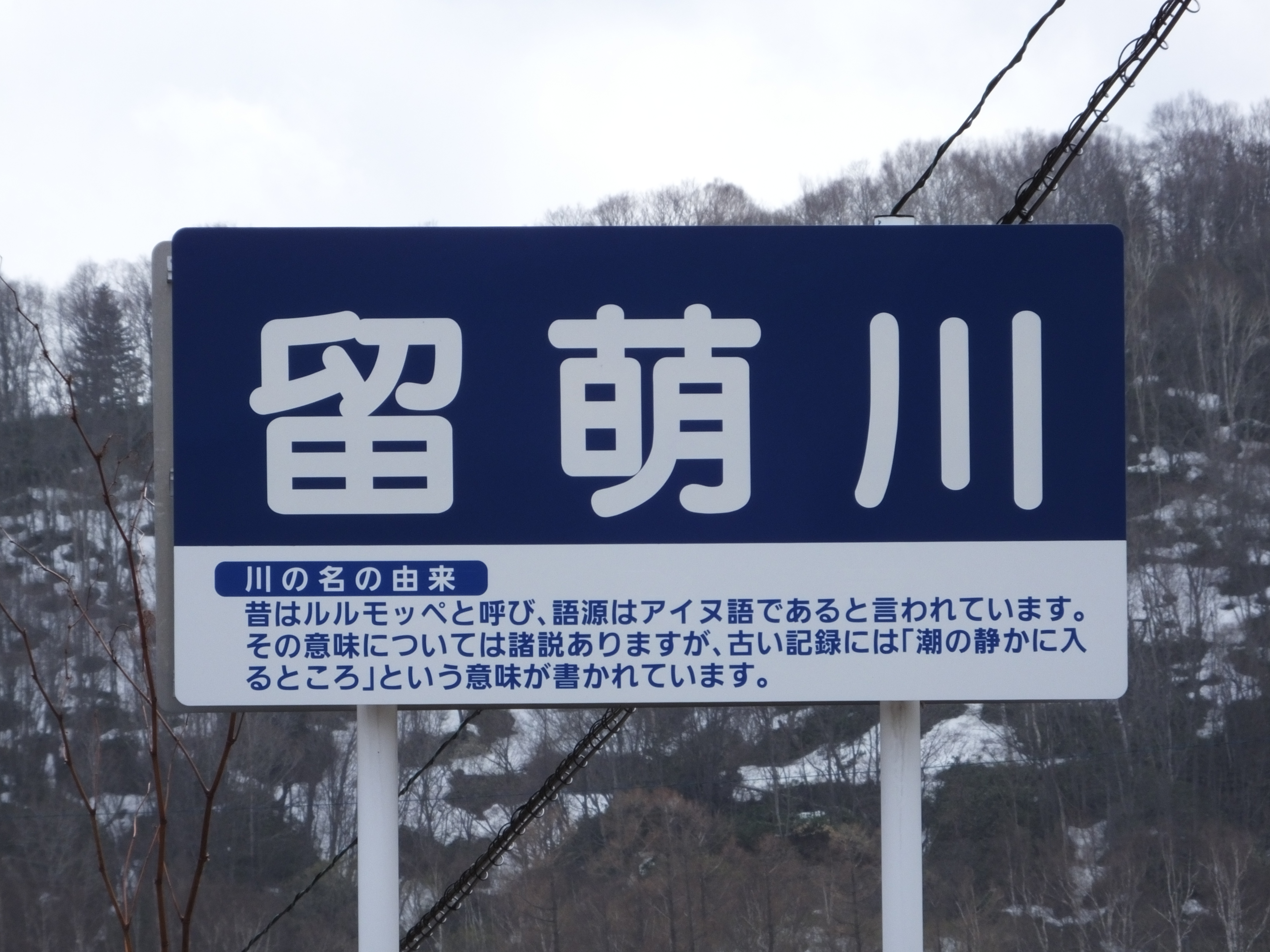
塩州橋にある河川名標

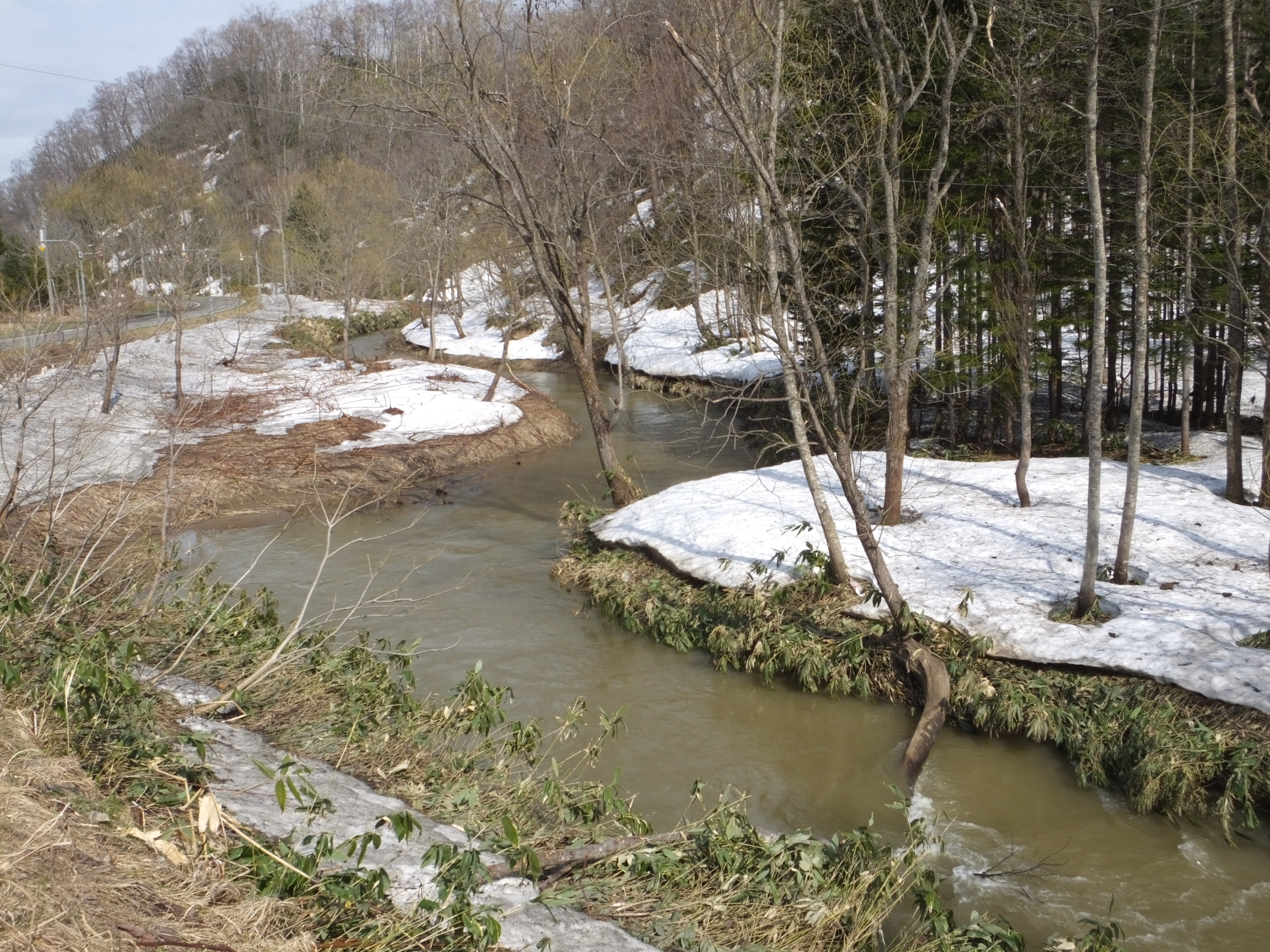
源流部（峠下橋付近）

留萌川（るもいがわ）は、北海道留萌市を流れ日本海に注ぐ一級河川。留萌川水系の本流。流域面積270km2は、留萌市の市域から海岸沿いの小河川の流域を除いた範囲になる。
川の名前は過去に留萌川が大きく蛇行し、水の流れが緩やかだったため、潮が上流奥深くまで遡っていたという姿をアイヌ語で表した「ルルモッペ」（潮が静かに入る川）に由来する。

## 地理
北海道留萌市北東部にある天塩山地南端のポロシリ山付近の雨竜郡沼田町との境界に源を発し南へ流れる。恵比島峠付近で西に向きを変え、留萌市幌糠町で北西に流れを転じ、留萌市元町と留萌市塩見町の境界から日本海に注ぐ。
留萌川はたびたび氾濫を繰り返し、特に1988年8月25日の洪水では浸水3,376戸という被害を出した。また、飲用水に適した取水場所がなく、留萌市の水道水は隣接する増毛町の新信砂川から取水している。これらの問題を解決するため、最大支流のチバベリ川に留萌ダムが建設された（2010年3月完成）。

## 支流
- マサリベツ川
- 高砂川
- バンゴベ川
- 十二線川
- 十五線川
- 桜庭川
- 中幌糠川
- チバベリ川
  - チバベリ右川
    - チバベリ右奥の沢川

  - チバベリ左川
- タルマップ川

## 橋梁
- 留萌橋
- ルルモッペ大橋
- 大通橋
- 栄萌橋
- 南九条橋
- 東橋
- ユードロ橋
- 大和田橋
- 塩州橋
- 紅葉橋
- 16線橋
- 桜橋
- 真栄橋
- 御料橋
- 幌糠大橋
- 明治橋
- 幌糠橋
- チバベリ大橋
- 南幌橋
- 西幌橋
- 東幌橋
- 橘橋
- 峠下橋